# Райдингз, Фрея
Фрея Роуз Райдингз (англ. Freya Rose Ridings; род. 19 апреля 1994 года) — британская певица и автор песен. Стала известна в 2017 году после выхода сингла «Lost Without You», который занял 9 место в UK Singles Chart и получил статус платинового.

## Биография
Фрея выросла в северной части Лондона, в районе Палмерс Грин (Palmers Green). Дочь актёра и музыканта Ричарда Райдинга Richard Ridings. Фрея училась игре на гитаре, наблюдая, как её отец исполняет свои песни. Училась в St Christopher School в городе Летчуэрт, в возрасте 16 лет поступила в BRIT School.
Фрея также занималась в Centre stage performing arts school, в классах выходного дня в школе St Monica’s primary school в Саутгейт.

## Альбомы
2017 год — успех принес дебютный сингл «BlackOut»;
2018 год — вышел концертный альбом «Live at Omeara».
19 июля 2019 года — выход дебютного студийного альбома «Freya Riddings».